# IAI Harop
IAI Harop (або IAI Harpy 2) — ізраїльський безпілотний літальний апарат. Розроблений конструкторським бюро заводу «MABAT» концерну Israel Aerospace Industries на базі моделі IAI Harpy. Призначений для ураження важливих наземних цілей противника, а також ведення розвідки і оперативного ураження малопомітних стаціонарних і мобільних наземних (морських) цілей, включаючи зенітно-ракетні комплекси противника, пускові установки тактичних і балістичних ракет, оцінки результатів вогневого ураження.
В склад комплексу входять сам БПБ, виконаний за інтегральною аеродинамічною схемою типу «літаюче крило» з переднім горизонтальним оперенням, а також мобільний командний пункт і транспортнопускові контейнери.
Призначений для боротьби з системами ППО противника.

## Огляд
Зберігання, транспортування і запуск IAI Harop здійснюються з транспортно-пускового контейнера прямокутної форми (наземного або корабельного базування). Запуск здійснюється за допомогою твердопаливного прискорювача, після чого розкривається крило, запускається маршовий двигун, і БПБ починає політ.
Атаку цілі БПБ може виконувати під різними кутами — від горизонтального — до стрімкого пікірування.
У носовій частині БПБ розміщена комбінована оптико-електронна система виявлення, що має в своєму складі кольорову цифрову камеру високої роздільної здатності та інфрачервону камеру.
У IAI Harop є два режими атаки цілі — по команді оператора наземного командного пункту та самонаведенням на джерело радіовипромінювання. Управління БПБ здійснюється оператором наземного командного пункту практично на всіх етапах. Оператор може припинити атаку, після чого БПБ повертається в режим патрулювання або очікування.

## Бойове застосування

### Зіткнення в Нагірному Карабасі (2020)
29 вересня 2020 року міністерство оборони Азербайджану виклало відео з бойовим використанням баражуючих боєприпасів. На записі демонструється знищення трьох танків Т-72 та самохідної артустановки 2С3 «Акація» . Попри те, що офіційно не повідомляється про тип боєприпасів, аналіз телеметрії дозволяє припустити, що були використанні дрони-камікадзе Harop. Про це говорить марка прицілювання та майже вертикальне пікірування для удару, яке характерне для цього дрона.
На користь активного застосування Harop говорить і повідомлення Вірменії, що у районі Степанакерта в ніч проти 30 вересня 2020 року засобами ППО збито два таких дрони. Окрім того, 28 вересня Азербайджан повідомив, що ударом Harop був знищений бункер, в якому перебував начальник розвідувального управління Генштабу збройних сил Вірменії Аркел Мартикян.

## Світлини
|                                          |
| Паризький авіасалон в Ле Бурже, 2009 рік |

|                                                 |
| Вид збоку, авіасалон в Ле бурже, літо 2013 року |

|                                           |
| Вид знизу, авіасалон в Ле бурже, 2009 рік |

|                             |
| На шоу Aero India, 2013 рік |

## Оператори
- Марокко[4]
- Німеччина[5]
- Індія[6]
- Туреччина[5]
- Ізраїль[5]
- Азербайджан

В лютому 2021 року стало відомо про підписання трьох угод на експорт дронів-камікадзе HAROP та ROTEM VTOL виробництва компанії IAI (Israel Aerospace Industries) на 100 млн доларів до неназваних азійських країн. При чому дрони HAROP мали бути представлені як у сухопутній, так і у морській версіях.